# Vattenpolo vid olympiska sommarspelen 1948
Vattenpoloturneringen vid Olympiska sommarspelen 1948 avgjordes i London.

## Medaljsummering
| Gren                          | Guld | Silver | Brons |
| Herrarnas vattenpoloturnering | Italien Gildo Arena Emilio Bulgarelli Pasquale Buonocore Aldo Ghira Mario Majoni Geminio Ognio Gianfranco Pandolfini Tullio Pandolfini Cesare Rubini | Ungern Jenő Brandi Oszkár Csuvik Dezső Fábián Dezső Gyarmati Endre Győrfi Miklós Holop László Jeney Dezső Lemhényi Károly Szittya István Szívós | Nederländerna Cor Braasem Ruud van Feggelen Henny Keetelaar Nijs Korevaar Joop Rohner Frits Ruimschotel Piet Salomons Frits Smol Hans Stam |